# Franz Egermann
Franz Egermann (* 13. Februar 1905 in Rosenberg; † 9. Juli 1989 in München; vollständiger Name: Franz Joseph Egermann) war ein deutscher Klassischer Philologe.
Egermann wurde im böhmischen Rosenberg (heute: Rožmberk nad Vltavou) geboren. Er besuchte die Gymnasien zu Linz und Prag. Auf Anregung seiner dortigen Lehrer studierte er Klassische Philologie an der Universität Wien, wo ihn besonders Hans von Arnim und Heinrich Gomperz beeinflussten. Beide empfahlen ihm, sein Studium in Berlin fortzusetzen. In Berlin besuchte Egermann Lehrveranstaltungen bei Werner Jaeger, Eduard Norden, Ulrich Wilcken, Ludwig Deubner und Ulrich von Wilamowitz-Moellendorff und vertiefte seine Beschäftigung mit Platon. Bereits nach sechs Semestern wurde er 1928 mit der Dissertation Die platonischen Briefe VII und VIII promoviert, die von Wilamowitz im Gnomon positiv rezensiert wurde. 1930 habilitierte sich Egermann in Greifswald und wurde zum Privatdozenten ernannt, 1934 zum nichtbeamteten außerordentlichen Professor. Seit 1942 diente er als Soldat in der Wehrmacht. Als die Universität Frankfurt am Main ihn 1943 berufen wollte, verhinderte es die Parteizentrale der NSDAP.
Nach dem Ende des Zweiten Weltkrieges kehrte Egermann nicht nach Greifswald zurück. Er vertrat ab dem Sommersemester 1948 den Lehrstuhl für Griechische Philologie an der Universität München, den 1951 der aus der Emigration zurückgekehrte Rudolf Pfeiffer wieder übernahm. Egermann wurde daraufhin zum planmäßigen außerordentlichen Professor ernannt, 1955 zum persönlichen Ordinarius und 1962 zum planmäßigen Ordinarius. 1970 wurde er emeritiert.